# Busoniomimus minor
Busoniomimus minor är en insektsart som beskrevs av Bierman 1908. Busoniomimus minor ingår i släktet Busoniomimus och familjen dvärgstritar. Inga underarter finns listade i Catalogue of Life.